# Кушинг (Айова)
Кушинг (англ. Cushing) — місто (англ. city) в США, в окрузі Вудбері штату Айова. Населення — 230 осіб (2020).

## Географія
Кушинг розташований за координатами 42°27′54″ пн. ш. 95°40′33″ зх. д. / 42.46500° пн. ш. 95.67583° зх. д. (42.464969, -95.675703).  За даними Бюро перепису населення США в 2010 році місто мало площу 0,83 км², уся площа — суходіл.

## Демографія
Згідно з переписом 2010 року, у місті мешкало 220 осіб у 99 домогосподарствах у складі 58 родин. Густота населення становила 264 особи/км².  Було 115 помешкань (138/км²).
Расовий склад населення:
| - 99,5 % — білих |

До двох чи більше рас належало 0,5 %. Частка іспаномовних становила 2,7 % від усіх жителів.
За віковим діапазоном населення розподілялося таким чином: 25,5 % — особи молодші 18 років, 54,0 % — особи у віці 18—64 років, 20,5 % — особи у віці 65 років та старші. Медіана віку мешканця становила 42,5 року. На 100 осіб жіночої статі у місті припадало 111,5 чоловіків;  на 100 жінок у віці від 18 років та старших — 107,6 чоловіків також старших 18 років.
Середній дохід на одне домашнє господарство  становив 41 115 доларів США (медіана — 36 667), а середній дохід на одну сім'ю — 50 813 долари (медіана — 47 500). За межею бідності перебувало 6,2 % осіб, у тому числі 0,0 % дітей у віці до 18 років та 5,1 % осіб у віці 65 років та старших.
Цивільне працевлаштоване населення становило 82 особи. Основні галузі зайнятості: виробництво — 26,8 %, освіта, охорона здоров'я та соціальна допомога — 24,4 %, будівництво — 20,7 %.